# Catoblemma semialba
Catoblemma semialba är en fjärilsart som beskrevs av George Francis Hampson 1902. Catoblemma semialba ingår i släktet Catoblemma och familjen nattflyn. Inga underarter finns listade i Catalogue of Life.